# Mezzadri (cognome)
Mezzadri è un cognome di lingua italiana.

## Varianti
Mezzadra, Mezzadro, Mezzadroli, Mezzari.

## Origine e diffusione
Il cognome è tipicamente settentrionale.
Potrebbe derivare dal mestiere di mezzadro.
La variante Mezzadroli è emiliana-romagnola; Mezzari è del Triveneto.

## Persone
- Domenico Mezzadri – vescovo cattolico italiano
- Francesco Mezzadri – fisico italiano
- Gianmarco Mezzadri – calciatore e allenatore di calcio italiano